# Pani w Zielonej Szacie
Pani w Zielonej Szacie (Lady of the Green Kirtle) – czarownica pojawiająca się w Srebrnym krześle C.S. Lewisa, jako morderczyni matki królewicza Riliana i osoba, która porywa go i więzi przez dziesięć długich lat w Podziemiu. Przez cały ten czas przygotowuje się do ataku Nadziemia, wykorzystując pracę tysięcy Ziemistych. Jej okrucieństwo uwidacznia się również wtedy, gdy wysyła zmordowane długą wędrówką dzieci i Błotosmętka do Harfangu, na Święto Jesieni, na niechybną śmierć, przed którą udaje im się uciec cudem. Ostatecznie zostaje pokonana i zabita przez odczarowanego królewicza, dzieci i Błotosmętka.